# GNK Dinamo Zagreb
A GNK Dinamo Zagreb egy labdarúgócsapat Horvátország fővárosában, Zágrábban. A Dinamo egyike Horvátország két legnépszerűbb klubjának (a másik a Hajduk Split).
A klubot 1911. április 26-án alapították Gradjanski (Polgár) néven, bár hivatalosan 1945. június 5-ét tekintik az alapítás dátumának, ugyanis akkor egyesült a HASK-kal és a Concordiával. Ettől kezdve, egészen 1991. június 26-ig Dinamo néven szerepelt az egyesület, majd 1993-ig HASK Gradjanskinak hívták, 2000-ig Croatia Zagreb néven szerepelt, végül újra felvette a Dinamo nevet. Az utolsó névváltoztatásra 2011-ben került sor, amikor is a "Gradjanski" visszakerült a nevükbe, ezóta GNK Dinamo Zagreb a csapat neve.

## Sikerek[1]

### Nemzeti
Horvátország
- Horvát bajnok: (25 alkalommal)

- - 1943 (Gradjanski Zagreb néven)
  - 1992–93, 1995–96, 1996–97, 1997–98, 1998–99, 1999–00, 2002–03, 2005–06, 2006–07, 2007–08, 2008–09, 2009–10, 2010–11, 2011–12, 2012–13, 2013–14, 2014–15, 2015–16, 2017–18, 2018–19, 2019–20, 2020-21, 2021-22, 2022-23, 2023-24

- Horvát kupa-győztes: (15 alkalommal)
  - 1993–94, 1995–96, 1996–97, 1997–98, 2000–01, 2001–02, 2003–04, 2006–07, 2007–08, 2008–09, 2010–11, 2011–12, 2014–15, 2015–16, 2017–18

- Horvát szuperkupa-győztes: (6 alkalommal)
  - 2002, 2003, 2006, 2010, 2013, 2019

Jugoszlávia
- Jugoszláv bajnok (Jugoszláv Királyság idején, (1923-1940), Gradjanski Zagreb néven): (5 alkalommal)
  - 1923, 1926, 1928, 1937, 1940

- Jugoszláv bajnok (Jugoszláv Szocialista Szövetségi Köztársaság idején (1945-1992)): (4 alkalommal)
  - 1948, 1954, 1958, 1982

- Jugoszlávkupa-győztes: (7 alkalommal)
  - 1951, 1960, 1963, 1965, 1969, 1980, 1983

### Nemzetközi
- Vásárvárosok kupája  (VVK)
  - Győztes (1 alkalommal): 1967 (a Leeds United ellen. Eredmények: 2–0 és 0–0)
  - Ezüstérmes (1 alkalommal): 1963 (A Valencia győzött 4-1-es összesítéssel)

- Kupagyőztesek Európa-kupája (KEK)
  - Elődöntős (1 alkalommal): 1961

- Balkán-kupa
  - Győztes (1 alkalommal): 1976

## Keret

### Jelenlegi keret
Utolsó módosítás: 2024. szeptember 6.
A vastaggal jelzett játékosok felnőtt válogatottsággal rendelkeznek.
A dőlttel jelzett játékosok kölcsönben szerepelnek a klubnál.
| Mezszám                | Név                       | Nemzetiség       | Születési hely           | Születési idő (kor)            | Korábbi csapat                                                                            | Érték(€)     | Szerződés lejárta |
| Kapusok                | Kapusok                   | Kapusok          | Kapusok                  | Kapusok                        | Kapusok                                                                                   | Kapusok      | Kapusok           |
| ---------------------- | ------------------------- | ---------------- | ------------------------ | ------------------------------ | ----------------------------------------------------------------------------------------- | ------------ | ----------------- |
| 1                      | Danijel Zagorac           | horvát           | Drniš                    | 1987. február 7. (38 éves)     | NK Lokomotiva Zagreb                                                                      | 100 000      | 2026.06.30.       |
| 23                     | Ivan Filipović            | horvát           | Bród                     | 1994. november 13. (30 éves)   | Paris FC                                                                                  | 300 000      | 2027.06.30.       |
| 32                     | Faris Krkakić             | bosnyák          | Szarajevó                | 2002. június 15. (23 éves)     | Utánpótlásból került fel                                                                  | 100 000      | 2025.06.15.       |
| 33                     | Ivan Nevestić             | horvát           | Diakovár                 | 1998. július 31. (27 éves)     | NK Lokomotiva Zagreb                                                                      | 1 500 000    | 2028.06.30.       |
|                        | Dorian Klarin             | horvát           | Šibenik                  | 2005. január 2. (20 éves)      | Utánpótlásból került fel                                                                  | Nem publikus | 2025.02.01        |
| Védők                  |                           |                  |                          |                                |                                                                                           |              |                   |
| 2                      | Sadegh Moharrami          | IRN              | Teherán                  | 1996. március 1. (29 éves)     | NK Lokomotiva Zagreb                                                                      | 1 000 000    | 2025.06.30.       |
| 3                      | Ogiwara Takuja            | JPN              | Kawagoe                  | 1999. november 8. (25 éves)    | [[Fájl:Flag of Sablon:Zászló/Japan.svg\|22px\|keret\|class=noviewer\|japan]] Kiotó Szanga | 800 000      | 2025.01.20.       |
| 4                      | Raul Torrente             | spanyol          | San Javier               | 2001. szeptember 11. (23 éves) | Granada CF                                                                                | 3 000 000    | 2025.06.30.       |
| 6                      | Maxime Bernauer           | francia          | Hennebont                | 1998. július 1. (27 éves)      | Paris FC                                                                                  | 2 000 000    | 2027.06.30.       |
| 12                     | Petar Bočkaj              | horvát           | Zágráb                   | 1996. július 23. (29 éves)     | Paris FC                                                                                  | 1 500 000    | 2027.01.18        |
| 13                     | Samy Mmaee                | MAR · belga      | Halle                    | 1996. szeptember 8. (28 éves)  | Ferencváros                                                                               | 1 500 000    | 2028.06.30        |
| 14                     | Jan Oliveras              | spanyol          | Manresa                  | 2004. július 7. (21 éves)      | AS Roma                                                                                   | 150 000      | 2025.06.30        |
| 18                     | Ronaël Pierre-Gabriel     | francia · MTQ    | Párizs                   | 1998. június 13. (27 éves)     | FC Nantes                                                                                 | 3 500 000    | 2026.06.19        |
| 22                     | Stefan Ristovski          | MKD              | Szkopje                  | 1992. február 12. (33 éves)    | Sporting CP                                                                               | 2 000 000    | 2024.06.15.       |
| 28                     | Kévin Théophile-Catherine | Martinique · FRA | Saint-Brieuc             | 1989. október 28. (35 éves)    | AS Saint-Étienne                                                                          | 3 500 000    | 2023.06.15.       |
| 35                     | Noa Mikić                 | horvát           | Varasd                   | 2007. január 27. (18 éves)     | Utánpótlásból került fel                                                                  | ?            | 2025.06.15.       |
| 39                     | Mauro Perković            | horvát           | Póla                     | 2003. március 22. (22 éves)    | NK Istra 1961                                                                             | 5 000 000    | 2028.01.18.       |
| 55                     | Dino Perić                | horvát           | Eszék                    | 1994. július 12. (31 éves)     | NK Lokomotiva Zagreb                                                                      | 4 000 000    | 2026.06.15.       |
|                        | Dominik Braun             | horvát           | Zágráb                   | 2003. december 3. (21 éves)    | [[Fájl:Flag of Sablon:Zászló/Horvár.svg\|22px\|keret\|class=noviewer\|horvár]] NK Sesvete | 250 000      | 2027.06.15.       |
|                        | Matija Ruskovacki         | horvát           | Zágráb                   | 2005. május 24. (20 éves)      | Utánpótlásból került fel                                                                  | 50 000       | 2025.06.30.       |
| Középpályások          |                           |                  |                          |                                |                                                                                           |              |                   |
| 5                      | Arijan Ademi              | MKD · horvát     | Šibenik                  | 1991. május 29. (34 éves)      | Pejcsing Kuoan FC                                                                         | 800 000      | 2026.06.19.       |
| 7                      | Luka Stojković            | horvát           | Zágráb                   | 2003. október 28. (21 éves)    | NK Lokomotiva Zagreb                                                                      | 1 500 000    | 2028.06.19.       |
| 8                      | Lukas Kačavenda           | bosnyák          | Szarajevó                | 2003. március 2. (22 éves)     | NK Lokomotiva Zagreb                                                                      | 2 500 000    | 2027.06.30.       |
| 10                     | Martin Baturina           | horvát           | Zürich                   | 2003. február 16. (22 éves)    | Utánpótlásból került fel                                                                  | 1 500 000    | 2025.06.15.       |
| 11                     | Arbër Hoxha               | ALB · KOS        | Heidelberg               | 1998. október 6. (26 éves)     | NK Slaven Belupo Koprivnica                                                               | 1 800 000    | 2027.06.19        |
| 25                     | Petar Sučić               | horvát · bosnyák | Livno                    | 2003. október 25. (21 éves)    | HŠK Zrinjski Mostar                                                                       | 3 000 000    | 2028.06.19.       |
| 27                     | Josip Mišić               | horvát           | Vinkovce                 | 1994. június 28. (31 éves)     | Sporting CP                                                                               | 2 500 000    | 2028.06.30.       |
| 30                     | Marko Rog                 | horvát           | Varasd                   | 1995. július 19. (30 éves)     | Cagliari Calcio                                                                           | 3 000 000    | 2025.01.01.       |
| 66                     | Branko Pavić              | horvát           | Zágráb                   | 2006. november 7. (18 éves)    | Utánpótlásból került fel                                                                  | 50 000       | 2027.06.30.       |
| Támadók                |                           |                  |                          |                                |                                                                                           |              |                   |
| 9                      | Bruno Petković            | horvát           | Metković                 | 1994. szeptember 16. (30 éves) | Bologna FC 1909                                                                           | 9 000 000    | 2024.06.15.       |
| 17                     | Sandro Kulenović          | horvát           | Zágráb                   | 1997. július 1. (28 éves)      | NK Lokomotiva Zagreb                                                                      | 2 000 000    | 2026.06.30.       |
| 19                     | Juan Córdoba              | COL              | Medellín                 | 2003. július 11. (22 éves)     | Deportivo Cali                                                                            | 1 200 000    | 2028.06.30        |
| 20                     | Marko Pjaca               | horvát           | Zágráb                   | 1995. május 6. (30 éves)       | HNK Rijeka                                                                                | 2 500 000    | 2026.06.30.       |
| 21                     | Nathanaël Mbuku           | COD · francia    | Villeneuve-Saint-Georges | 2002. március 16. (23 éves)    | AS Saint-Étienne                                                                          | 2 000 000    | 2027.06.30.       |
| 70                     | Luka Menalo               | bosnyák · horvát | Split                    | 1996. július 22. (29 éves)     | NK Celje                                                                                  | 600 000      | 2025.06.15.       |
| 77                     | Dario Špikić              | horvát           | Zágráb                   | 1999. március 22. (26 éves)    | HNK Gorica                                                                                | 2 000 000    | 2027.06.30.       |
| Kölcsönadott játékosok |                           |                  |                          |                                |                                                                                           |              |                   |
| Név                    | Poszt                     | Nemzetiség       | Születési hely           | Születési idő (kor)            | Kölcsönben itt                                                                            | Érték (€)    | Kölcsön lejárta   |
| Daniel Štefulj         | kapus                     | horvát           | Sziszek                  | 1999. március 10. (26 éves)    | Győri ETO FC                                                                              | 600 000      | 2025.06.30.       |
| Petar Stojanović       | védő                      | SLO              | Ljubljana                | 1995. október 7. (29 éves)     | Empoli FC                                                                                 | 2 500 000    | 2022.06.30.       |
| Moreno Zivković        | védő                      | horvát           | Zágráb                   | 2004. május 22. (21 éves)      | NK Lokomotiva Zagreb                                                                      | 500 000      | 2025.06.26.       |
| Borna Graonić          | védő                      | horvát           | Zágráb                   | 2005. január 31. (20 éves)     | NK Dugopolje                                                                              | 25 000       | 2025.06.19.       |
| Ivan Cvetko            | védő                      | horvát           | Zágráb                   | 2005. január 31. (20 éves)     | NK Jarun                                                                                  | ?            | 2025.06.26.       |
| Marko Brkljača         | középpályás               | horvát           | Zára                     | 2004. július 15. (21 éves)     | ND Primorje                                                                               | 100 000      | 2025.06.26.       |
| Marko Bulat            | középpályás               | horvát           | Šibenik                  | 2001. szeptember 26. (23 éves) | Standard de Liège                                                                         | 3 000 000    | 2025.06.30.       |
| Vito Čaić              | középpályás               | horvát           | Zágráb                   | 2005. április 1. (20 éves)     | HNK Gorica                                                                                | 300 000      | 2026.06.19.       |
| Domagoj Vidović        | középpályás               | horvát           | Zágráb                   | 2005. július 5. (20 éves)      | NK Zrinski Osjecko 1864                                                                   | ?            | 2026.06.30.       |
| Luka Vrbančić          | középpályás               | horvát           | Zágráb                   | 2005. július 4. (20 éves)      | NK Lokomotiva Zagreb                                                                      | 850 000      | 2025.06.26.       |
| Vilim Gec              | támadó                    | horvát           | Sziszak                  | 2005. január 7. (20 éves)      | NK Croatia Zmijavci                                                                       | ?            | 2025.06.30.       |

## Híres játékosok

### Horvátok
| - August Lešnik - Ico Hitrec - Ratko Kacian - Franjo Glaser - Franjo Wölfl - Ivica Horvat - Željko Čajkovski - Aleksandar Benko - Drago Vabec - Slaven Zambata - Rudolf Belin - Stjepan Lamza - Dražan Jerković - Mladen Ramljak - Snješko Cerin |  | - Marijan Vlak - Marko Mlinarić - Stjepan Deverić - Borislav Cvetković - Zvjezdan Cvetković - Velimir Zajec - Srećko Bogdan - Zlatko Kranjčar - Goran Vlaović - Davor Šuker - Zvonimir Boban - Dražen Ladić - Igor Cvitanović - Mario Stanić - Zvonimir Soldo |  | - Željko Adžić - Dario Šimić - Robert Prosinečki - Ardian Kozniku - Zoran Mamić - Niko Kranjčar - Eduardo - Vedran Ćorluka - Ivica Olić - Luka Modrić - Ognjen Vukojević - Davor Vugrinec - Tomislav Šokota - Boško Balaban - Mario Mandžukić |

### Más nemzetiségűek
- Eddie Krnčević
- Mark Viduka
- Eddy Bosnar
- Branko Strupar
- Sead Halilović
- Edin Mujčin
- Hernán Medford
- Frank-Manga Guela
- Goce Sedloski
- Miura Kazujosi
- Željko Petrović
- Jens Nowotny
- Georg Koch
- Dumitru Mitu
- Boštjan Cesar

## Edzők
- Bukovi Márton, 1945–1947
- Mirko Kokotović, 1947
- Ivan Jazbinšek, 1948
- Bruno Knežević, 1948–1949
- Bernard Hügl, 1950–1952
- Milan Antolković, 1952–1953
- Ivan Jazbinšek, 1953–1955
- Bogdan Cuvaj, 1956
- Milan Antolković, 1957
- Gustav Lechner, 1957–1958
- Milan Antolković, 1959–1960
- Bukovi Márton, 1960–1961
- Milan Antolković, 1961–1964
- Vlatko Konjevod, 1964–1965
- Branko Zebec, 1965–1967
- Ivica Horvat, 1967–1970
- Zlatko Čajkovski, 1970–1971
- Dražan Jerković, 1971–1972
- Stjepan Bobek, 1972
- Domagoj Kapetanović, 1973
- Ivan Marković, 1973–1974
- Mirko Bazić, 1974–1977
- Rudolf Belin, 1977–1978
- Vlatko Marković, 1978–1980
- Ivan Marković. 1980
- Miroslav Blažević, 1980–1983
- Rudolf Belin, 1983
- Vlatko Marković, 1983
- Branko Zebec, 1984
- Tomislav Ivić, 1984–1985
- Zdenko Kobeščak, 1985
- Miroslav Blažević, 1986–1988
- Josip Skoblar, 1988–1989
- Rudolf Belin, 1989
- Josip Kuže, 1989–1990
- Vlatko Marković, 1990–1991
- Zdenko Kobeščak, 1991–1992
- Vlatko Marković, 1992
- Miroslav Blažević, 1992–1994
- Ivan Bedi, 1994
- Zlatko Kranjčar, 1994–1996
- Otto Barić, 1996–1997
- Marijan Vlak, 1997–1998
- Zlatko Kranjčar, 1998
- Ivan Bedi / Hrvoje Braović, 1998
- Velimir Zajec, 1998–1999
- Ilija Lončarević, 1999
- Osvaldo Ardiles, 1999
- Marijan Vlak, 1999–2000
- Hrvoje Braović, 2000–2001
- Ilija Lončarević, 2001–2002
- Marijan Vlak, 2002
- Miroslav Blažević, 2002–2003
- Nikola Jurčević , 2003–2004
- Đuro Bago, 2004
- Nenad Gračan, 2004
- Ilija Lončarević, 2005
- Zvjezdan Cvetković, 2005
- Josip Kuže, 2005–2006
- Branko Ivanković, 2006–2008
- Zvonimir Soldo, 2008
- Branko Ivanković, 2008
- Marijan Vlak, 2008–2009
- Krunoslav Jurčić, 2009–2010
- Velimir Zajec, 2010
- Vahid Halilhodžić, 2010–2011
- Marijo Tot, 2011
- Krunoslav Jurčić, 2011
- Ante Čačić, 2011–2012
- Krunoslav Jurčić, 2012–2013
- Damir Krznar és Zoran Mamić 2013
- Branko Ivanković 2013
- Zoran Mamić 2013–2016
- Zlatko Kranjčar 2016
- Željko Sopić 2016
- Ivajlo Petev 2016–2017
- Mario Cvitanović 2017–2018
- Nikola Jurčević 2018
- Nenad Bjelica 2018–2020
- Igor Jovićević (2020)
- Zoran Mamić (2020-jelenleg)